# 2006年世界乒乓球團體錦標賽
2006年世界乒乓球團體錦標賽是第48届世界乒乓球锦标赛团体赛，于2006年4月24日至5月1日在德国不来梅举行。本次比赛设男子团体和女子团体两项。中国男、女子乒乓球队均获得冠军。

## 獎牌榜

### 國家獎牌榜
| 排名 | 国家／地区 | 金牌 | 银牌 | 铜牌 | 總數 |
| ---- | ---------- | ---- | ---- | ---- | ---- |
| 1    | 中国       | 2    | 0    | 0    | 2    |
| 2    | 香港       | 0    | 1    | 1    | 2    |
| 3    |            | 0    | 1    | 0    | 1    |
| 4    | 德国       | 0    | 0    | 1    | 1    |
| 4    | 白俄羅斯   | 0    | 0    | 1    | 1    |
| 4    | 日本       | 0    | 0    | 1    | 1    |
| 總數 | 總數       | 2    | 2    | 4    | 8    |

### 項目獎牌榜
| 項目     | 金牌                                        | 银牌                                               | 铜牌                                                                                                 |
| 男子團體 | 中国 · 王励勤 · 马琳 · 王皓 · 陈玘 · 马龙   | · 朱世赫 · 柳承敏 · 吳尚垠 · 李廷祐 · Lim Jae-Hyun | 香港 · 李靜 · 張鈺 · 高禮澤 · 柱恩 · 謝嘉俊                                                          |
| 男子團體 | 中国 · 王励勤 · 马琳 · 王皓 · 陈玘 · 马龙   | · 朱世赫 · 柳承敏 · 吳尚垠 · 李廷祐 · Lim Jae-Hyun | 德国 · 蒂莫·波尔 · 佐尔坦·费杰尔-康纳斯 · 约尔格·罗斯科普夫 · 巴斯蒂安·斯特格 · 克里斯蒂安·苏斯      |
| 女子團體 | 中国 · 张怡宁 · 郭跃 · 郭焱 · 王楠 · 李晓霞 | 香港 · 柳絮飛 · 林菱 · 張瑞 · 帖雅娜 · 國詩        | 白俄羅斯 · 塔蒂亚娜·科斯特罗米娜 · 維羅妮卡·帕夫洛維奇 · 维多利亚·帕夫洛维奇 · 亚历山德拉·普里瓦洛娃 |
| 女子團體 | 中国 · 张怡宁 · 郭跃 · 郭焱 · 王楠 · 李晓霞 | 香港 · 柳絮飛 · 林菱 · 張瑞 · 帖雅娜 · 國詩        | 日本 · 福原愛 · 金沢咲希 · 福岡春菜 · 平野早矢香 · 藤沼亞衣                                          |